# Dharmesh Darshan
Dharmesh Darshan est un scénariste et réalisateur indien, travaillant pour le cinéma bollywoodien.

## Biographie
Dharmesh Darshan débute la mise en scène avec Lootere (1993), dont il fut le scénariste. Le film fut produit par son frère, Suneel Darshan et fut bien placé au box-office.
En 1996 son second film, Raja Hindustani, avec Aamir Khan et Karisma Kapoor fut un de plus gros succès de l'année et reste l'un des plus gros succès des années 1990. Le film fut titré Filmfare Best Movie Award et remporta plusieurs titres à la Star Screen Awards ceremony.
Il s'arrêta pendant 4 ans après le succès de Raja Hindustani puis il écrivit et réalisa deux films en 2000.
Le premier, Mela avec Aamir Khan fut un échec qui eut très mauvaise critique.
Le deuxième, Dhadkan avec Akshay Kumar et Shilpa Shetty remporta un peu plus de succès et il fut nommé en tant que meilleur réalisateur, meilleur film et meilleur scénario dans différents concours.
En 2002, Haan Maine Bhi Pyaar Kiya, avec Karisma Kapoor et son compagnon, à l'époque, Abhishek Bachchan, un remake du film Ek Hi Bhool (1981) eu très mauvaise critique et fut un nouvel échec au box-office.
Bewafaa, en 2005 fut son prochain titre. Le film fut attendu comme un succès en raison de sa bande originale et de son casting mais fut en dessous de la moyenne au box-office et eut une critique moyenne.
Son dernier film en date, Aap Ki Khatir (2006) un remake du film américain The Wedding Date fut un nouveau désastre pour Darshan.

## Filmographie
| Année | Film                      | Role(s)                 |
| ----- | ------------------------- | ----------------------- |
| 1993  | Lootere                   | Réalisateur, Scénariste |
| 1996  | Raja Hindustani           | Réalisateur, Scénariste |
| 2000  | Mela                      | Réalisateur, Scénariste |
| 2000  | Dhadkan                   | Réalisateur, Scénariste |
| 2002  | Haan Maine Bhi Pyaar Kiya | Réalisateur, Scénariste |
| 2005  | Bewafaa                   | Réalisateur, Scénariste |
| 2006  | Aap Ki Khatir             | Scénariste              |